# شهرستان زامین
ناحیهٔ زامین یا ناحیهٔ زمین (به ازبکی: Zaamin District) یک منطقهٔ مسکونی در ازبکستان است که در استان جیزک واقع شده‌است. ناحیه زمین ۲٬۸۷۰ کیلومتر مربع مساحت و ۱۲۷٬۴۰۰ نفر جمعیت دارد. این ناحیه کوهستانی و با تاجیکستان هم‌مرز می‌باشد و تراکم جمعیت کمی نسبت به دیگر ناحیه‌های ولایت جیزک دارد. اکثر باشندگان این ناحیه تاجیک هستند اما اقلیت بزرگی از ازبک‌ها هم در این ناحیه زیست می‌کنند.